# Pavonia spinistipula
Pavonia spinistipula är en malvaväxtart som beskrevs av Gürke. Pavonia spinistipula ingår i släktet påfågelsmalvor, och familjen malvaväxter. Inga underarter finns listade i Catalogue of Life.